# Devin Saddle
Devin Saddle är ett bergspass i Antarktis. Det ligger i Sydshetlandsöarna. Argentina, Chile och Storbritannien gör anspråk på området. Devin Saddle ligger 454 meter över havet.
Terrängen runt Devin Saddle är varierad. Havet är nära Devin Saddle åt sydost. Trakten är glest befolkad. Närmaste befolkade plats är St. Kliment Ohridski Base, 19,0 kilometer väster om Devin Saddle. 